# مصفوفة أميبا
مصفوفة أميبا مصفوفة يوان-تسيه لي لخلفية الميكروويف المتباين الخواص المعروفة أيضا باسم مصفوفة خلفية الميكروويف المتباين الخواص (AMiBA)، هو مقراب راديوي مصمم لمراقبة إشعاع الخلفية الكونية الميكروي وتأثير سونيايف-زيلدوفيتش في مجموعات المجرات. يقع المرصد في مونا لوا في هاواي، على ارتفاع 3,396 متر (11,142 قدم) فوق مستوى سطح البحر.

## التصميم

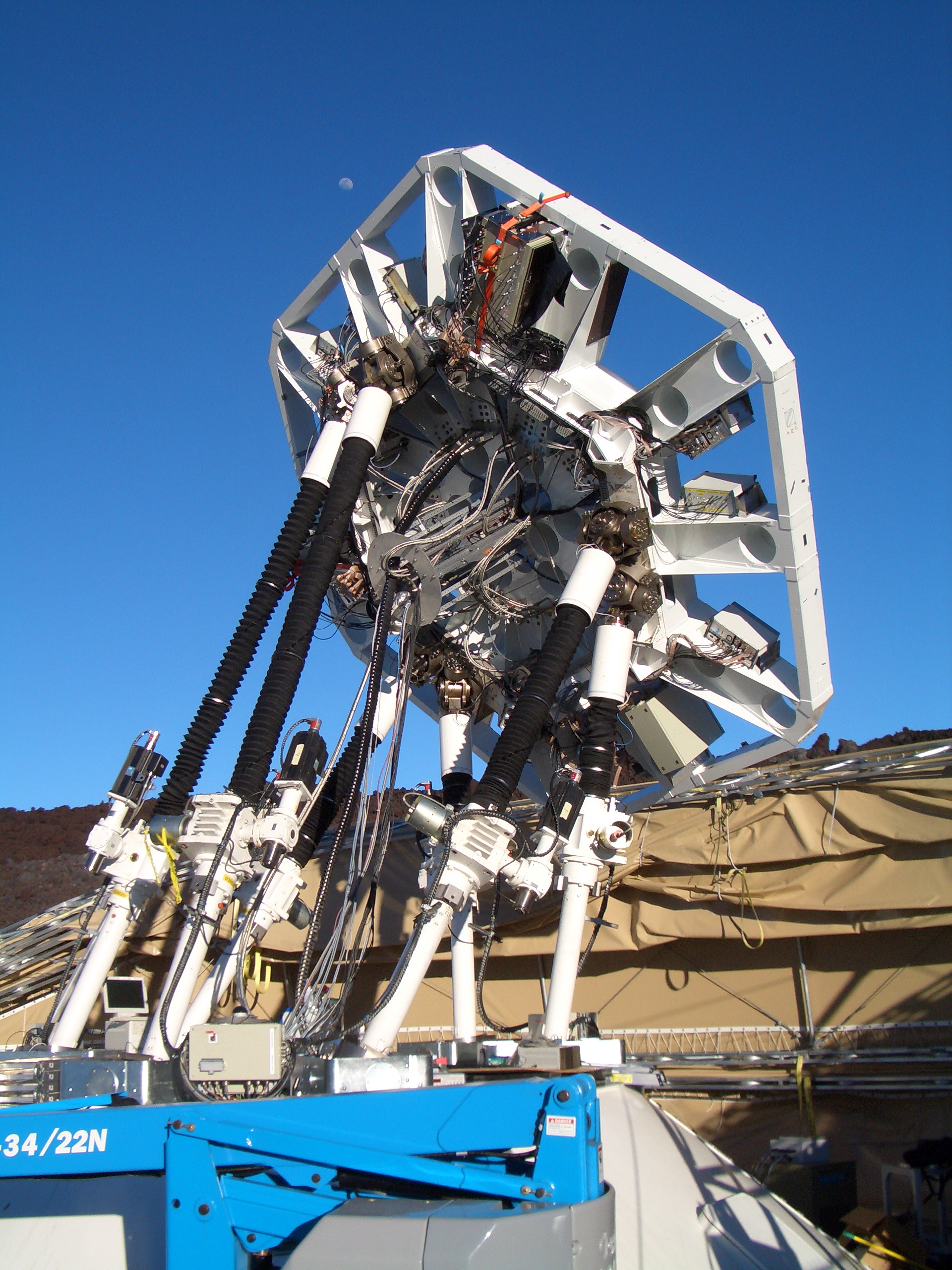
مصفوفة أميبا

صمم مرصد أميبا في البداية كمقياس تداخل مكون من 7 عناصر، وذلك باستخدام أطباق كاسغرين 0.576 م مركبة على حامل سداسى الأرجل من ألياف الكربون يبلغ طوله 6 أمتار. ويرصد عند 3 مم (86-102 هرتز) لتقليل الانبعاثات الأمامية من المصادر الأخرى الغير حرارية. التليسكوب لديه واقي قابل للسحب، مصنوع من سبع دعامات من الصلب ونسيج كلوريد متعدد الفاينيل.بدأ بناء مرصد أميبا في عام 2000، بتمويل لمدة 4 سنوات من مشروع علم الكونيات والجسيمات الفلكية في وزارة التعليم في تايوان.وتم أول استخدام فعلي لتليسكوب سبتمبر 2006،من خلال مراقبة كوكب المشتري.